# Barbara McDougall
Barbara Jean McDougall PC OC (Geburtsname: Barbara Jean Leaman; * 12. November 1937 in Toronto, Ontario) ist eine ehemalige kanadische Politikerin der Progressiv-konservativen Partei Kanadas (Tories).

## Biografie
Nach dem Schulbesuch studierte McDougall Politikwissenschaft und Ökonomie an der University of Toronto und schloss dieses Studium 1963 mit einem Bachelor of Arts (B.A.) ab. Sie begann ihre bundespolitische Laufbahn als Kandidatin der Progressiv-konservativen Partei Kanadas 1984 mit der Wahl zur Abgeordneten des Unterhauses, dem sie als Vertreterin des Wahlkreises St. Paul's bis 1993 angehörte.
Unmittelbar nach dem Wahlerfolg der Tories wurde sie darüber hinaus im September 1984 von Premierminister Brian Mulroney zur Staatsministerin beim Finanzminister ernannt. Danach war sie zwischen 1986 und 1988 nicht nur Staatsministerin für Privatisierung, sondern außerdem von 1986 bis 1988 verantwortliche Ministerin für den Status der Frauen.
Am 31. März 1988 wurde sie dann von Mulroney als Ministerin für Beschäftigung und Einwanderung in dessen Kabinett berufen und hatte dieses Amt bis zum 20. April 1991 inne. Während dieser Zeit war sie zwischen 1988 und 1990 weiterhin verantwortliche Ministerin für den Status von Frauen sowie 1990 für einige Zeit amtierende Staatsministerin für Jugend. Im Rahmen einer Kabinettsumbildung ernannte Premierminister Mulroney sie am 21. April 1991 als Nachfolgerin von Joe Clark zur Außenministerin. Dieses Amt hatte sie bis zum Ende von Mulroneys Amtszeit am 24. Juni 1993 inne.
Bei der Unterhauswahl 1993 verlor Barbara McDougall, die auch Mitglied des Kanadischen Kronrates war, ihr Mandat im Parlament, zog sich daraufhin aus der Politik zurück und wechselte in die Privatwirtschaft. Dabei war sie nicht nur Beraterin der Rechtsanwaltskanzlei Aird & Bells in Toronto, sondern zwischen 1999 und 2008 auch Direktorin der Scotiabank. Zuletzt war sie von Oktober 2004 bis März 2010 Vorstandsmitglied von Imperial Tobacco Canada. Nachdem sie im Januar 2007 Vorstandsmitglied des International Development Research Centre (IDRC) wurde, ist sie seit Dezember 2007 Vorstandsvorsitzende dieses Forschungszentrums.
Für ihre Verdienste wurde sie 2000 zum Officer des Order of Canada ernannt.